# Караязы (Турция)
Караязы (тур. Karayazı) — город и район в провинции Эрзурум (Турция).

## Население
85% населения — этнические азербайджанцы.